# Các ngôn ngữ Đông Á
Các ngôn ngữ Đông Á thuộc về một số ngữ hệ khác biệt với các đặc tính chung hình thành từ quá trình tiếp xúc giữa các ngôn ngữ. Trong vùng ngôn ngữ học Đông Nam Á Lục địa, các phương ngữ tiếng Trung và các ngôn ngữ Đông Nam Á chia sẻ nhiều đặc tính khu vực, thường là những ngôn ngữ phân tích với cấu trúc âm tiết và thanh điệu tương tự nhau.
Trong thiên niên kỷ đầu sau công nguyên, văn minh Trung Hoa chiếm ưu thế ở Đông Á. Văn ngôn đã được  các học giả ở Việt Nam, bán đảo Triều Tiên và Nhật Bản tiếp nhận, và đã có một lượng từ vựng gốc Hán rất lớn du nhập vào các ngôn ngữ này và những ngôn ngữ lân cận. Chữ Hán cũng đã được điều chỉnh để sử dụng cho tiếng Việt, tiếng Hàn và tiếng Nhật, mặc dù ngày nay trong tiếng Việt và tiếng Hàn, chữ Hán chỉ còn được sử dụng trong giáo dục bậc cao, ngôn ngữ học, sử học và các tác phẩm nghệ thuật hoặc trang trí và (ở Hàn Quốc) báo chí. 

## Các ngữ hệ
Ngữ hệ Nam Á bao gồm Tiếng Việt và Tiếng Khmer, cùng với nhiều ngôn ngữ khác được nói tại những khu vực rải rác vươn xa đến Mã Lai và Đông Ấn, thường là trong những khu vực bị cô lập bởi vùng nói các ngôn ngữ thuộc ngữ hệ khác. Hầu hết các nhà ngôn ngữ học tin rằng ngữ hệ Nam Á từng trải rộng khắp Đông Nam Á và rằng sự phân bố rải rác ngày nay của chúng là kết quả của sự di xuất hiện của các ngữ hệ khác từ nơi khác đến.
Một trong số đó là các ngôn ngữ thuộc Ngữ hệ Tai-Kadai như Tiếng Thái, Tiếng Lào và Tiếng Shan. Những ngôn ngữ này ban đầu được nói ở miền Nam Trung Quốc, nơi mà ngày nay người ta vẫn thấy sự phân hóa rộng nhất trong ngữ hệ, và thậm chí có thể xa về phía Bắc đến thung lũng sông Dương Tử. Khi nền văn minh Trung Hoa từ bình nguyên Hoa Bắc bành trướng xuống hướng Nam, nhiều người nói tiếng Tai-Kadai đã bị Hán hóa, tuy nhiên một số đã di cư xuống Đông Nam Á. Ngoại trừ Tiếng Tráng, hầu hết các thứ tiếng Tai-Kadai còn lại ở Trung Quốc đều được nói ở những vùng núi cao bị cô lập.
Các thứ tiếng Mèo-Dao và H'Mông-Miền cũng bắt nguồn từ miền Nam Trung Quốc, nơi mà giờ đây chúng chỉ còn được sử dụng trong những vùng đồi hẻo lánh. Sự đàn áp đối với một loạt cuộc nổi dậy ở Quý Châu đã làm nhiều người nói tiếng H'Mông-Miền di cư xuống Đông Nam Á vào thế kỉ 18 và 19.
Ngữ hệ Nam Đảo được cho là đã lan từ Đài Loan sang các hòn đảo trên Ấn Độ Dương và Thái Bình Dương cũng như một số khu vực ở Đông Nam Á Lục địa.
Các phương ngữ Trung Quốc thường bao gồm Ngữ hệ Hán-Tạng, ngữ hệ này lại bao gồm Ngữ tộc Tạng-Miến được nói tại Tây Tạng, Tây Nam Trung Quốc, Đông Bắc Ấn Độ, Miến Điện và các quốc gia lân cận.
Về phía bắc, có các ngữ hệ Turk, Mông Cổ và Tungus, được một số nhà ngôn ngữ học xếp vào Ngữ hệ Altai, đôi khi bao gồm cả Tiếng Hàn và Ngữ hệ Nhật Bản, nhưng giả thuyết này hiện đã bị xem là không đáng tin cậy và không còn được ủng hộ bởi các chuyên gia về các ngôn ngữ đó. Các ngôn ngữ này thường không có thanh điệu, đa âm tiết và là ngôn ngữ chắp dính, với trật tự từ Chủ ngữ-Bổ ngữ-Động từ và sự hài hòa nguyên âm ở một mức độ nhất định. Những người phê phán thuyết Altai cho rằng những điểm tương đồng này là do tiếp xúc ngôn ngữ mạnh mẽ tại một số thời điểm vào thời tiền sử.
Các học giả Trung Quốc thường phân loại Tai-Kadai và H'Mông-Miền chung với Hán-Tạng, nhưng giới học giả phương Tây kể từ sau Thế chiến thứ 2 đã xem chúng là những ngữ hệ riêng biệt. Một vài nhóm lớn hơn đã được đề xuất, nhưng không được ủng hộ rộng rãi. Thuyết Nam phương đại ngữ hệ, dựa vào Hình thái học và các sự tương đồng khác, là các nhóm Nam Á, Nam Đảo, một số Tai-Kadai và vài H'Mông-Miền tạo thành một họ di truyền. Các nhóm giả thuyết khác bao gồm ngữ hệ Hán-Nam Đảo và ngữ hệ Úc-Tai. Các nhà ngôn ngữ học trải qua các so sánh tầm xa đã đưa ra giả thuyết về những siêu ngữ hệ như Dené-Caucasian, bao gồm Hán-Tạng và tiếng Ket.

## Vùng ngôn ngữ học Đông Nam Á Lục địa
Vùng ngôn ngữ học Đông Nam Á Lục địa trải dài từ Thái Lan đến Trung Quốc và là quê hương của những người nói các thứ tiếng thuộc các ngữ hệ Hán-Tạng, H'Mông-Miền (hoặc Mèo-Dao), Tai-Kadai, Nam Đảo (đại diện là ngữ tộc Chamic) và Nam Á. Các ngôn ngữ trong những ngữ hệ này khi phân bố gần nhau, mặc dù được cho là không liên hệ với nhau, lại thường có các đặc điểm hình thái tương đồng được cho là hình thành do khuếch tán.
Đặc trưng của nhiều ngôn ngữ trong vùng ngôn ngữ học ĐNÁ lục địa là một cấu trúc âm tiết đặc biệt như hình vị đơn âm tiết, thanh điệu, số lượng phụ âm khá lớn, bao gồm phụ âm bật hơi, các phụ âm phức bị giới hạn ở đầu âm tiết, các cặp nguyên âm tương phản phong phú và tương đối ít phụ âm cuối. Các ngôn ngữ ở phần phía Bắc của vùng có ít nguyên âm và phụ âm cuối tương phản hơn nhưng lại có nhiều phụ âm đầu tương phản hơn.
Một đặc trưng nổi tiếng là hệ thống thanh điệu tương đồng trong các thứ tiếng Hán, H'Mông-Miền, Tai và Việt. Hầu hết các ngôn ngữ này đã trải qua thời kì đầu với ba thanh điệu trên hầu hết âm tiết (trừ các âm tiết đóng kết thúc bằng một phụ âm tắc), theo sau là sự phân chia thanh điệu khi sự khác biệt giữa phụ âm vô thanh và hữu thanh biến mất và thay vào đó số lượng thanh điệu tăng gấp đôi.
Những điểm tương đồng này đã gây ra nhầm lẫn trong việc phân loại các ngôn ngữ này, cho đến khi Haudricourt vào năm 1954 chỉ ra rằng thanh điệu không phải là một đặc trưng bất biến bằng cách chứng tỏ rằng các thanh điệu trong tiếng Việt ứng với một số phụ âm cuối trong ngữ hệ Môn-Khmer, và đề xuất rằng thanh điệu trong các ngôn ngữ khác cũng có nguồn gốc tương tự.
Các ngôn ngữ thuộc vùng ngôn ngữ học ĐNÁ Lục địa thường có hình thái đơn âm tiết, mặc dù có một vài ngoại lệ. Hầu hết chúng là những ngôn ngữ phân tích không có biến tố và rất ít hình thái phái sinh. Các mối quan hệ về ngữ pháp thường được biểu hiện bởi trật tự từ, tiểu từ và giới từ kiêm động từ hoặc giới từ. Tình thái được biểu đạt bằng cách sử dụng trợ từ đứng cuối câu. Trật tự từ thường gặp trong các ngôn ngữ thuộc vùng ngôn ngữ học ĐNÁ Lục địa là Chủ ngữ-Động từ-Bổ ngữ. Tiếng Hán và Karen được cho là đã chuyển sang trật tự từ này từ trật tự từ Chủ-Bổ-Động vốn được hầu hết các thứ tiếng Hán-Tạng khác giữ lại. Thứ tự của các thành phần trong một cụm danh từ là khác nhau: Ở các ngôn ngữ Tai, tiếng Việt và tiếng Mèo, danh từ đứng trước, yếu tố phụ đứng sau, trong khi đó, các phương ngữ Hán và tiếng Dao có yếu tố phụ đứng trước danh từ. Cấu trúc chủ đề-bình luận cũng thường gặp.